# Margarita de Brieg
Margarita de Brieg (1342-La Haya, Condado de Holanda, 1386), fue duquesa consorte de Baviera por su matrimonio con Alberto I, Duque de Baviera.

## Primeros años de vida
Fue hija de Luís I de Brieg y su esposa, Inés de Sagan. Margarita era la mayor de seis hermanos. Uno de sus hermanos fue Enrique VII de Brieg y, su hermana Eduviges estaba casada con Juan II de Oświęcim.
Los abuelos maternos de Margarita eran Enrique IV el Fiel y Matilde de Brandeburgo. Sus abuelos paternos, Boleslao III el Generoso y su primera esposa Margarita de Bohemia.
Margarita de Bohemia era la hija sobreviviente más joven de Wenceslao II de Bohemia y Judith de Habsburgo. Judith era la hija menor de Rodolfo I de Alemania y Gertrudis de Hohenberg.

### Matrimonio e hijos
En Passau después del 19 de julio de 1353, tuvo lugar el matrimonio de Margarita y Alberto. Alberto mantuvo numerosas amantes, pero durante su reinado, estallaron problemas debido a una mujer, Aleid van Poelgeest, que no gustaba al pueblo por su influencia política. Unos años después de la muerte de Margaret, Aleid fue asesinada en La Haya.
Pese a las infidelidades de Alberto, la pareja tuvo siete hijos; todos alcanzaron la edad adulta, algo poco común en la época:
1. Catalina (c. 1361-1400, Hattem), casada en Geertruidenberg en 1379 Guillermo I de Gelders y Jülich.
2. Juana (c. 1362-1386), esposa de Wenceslao, rey de lromanos.
3. Margarita (1363 – 23 de enero de 1423, Dijon), casada en Cambrai en 1385 con Juan sin Miedo.
4. Guillermo VI, conde de Holanda (1365–1417).
5. Alberto II, duque de Baviera-Straubing (1369 – 21 de enero de 1397, Kelheim).
6. Juana Sofía (c. 1373 – 15 de noviembre de 1410, Viena), casada el 15 de junio de 1395 Alberto IV, Duque de Austria.
7. Juan, conde de Holanda (1374/76 – 1425), Obispo de Lieja.

Todas las hijas de Margarita se casaron en poderosas familias reales, siendo una de ellas, Juana Sofía, abuela de Ladislao el Póstumo. Otra hija, Margarita, fue la madre de Felipe el Bueno, Duque de Borgoña.

## Fallecimiento
Margarita murió en 1386, a los 44 años y fue enterrada en la Capilla de la Corte Binnenhof en La Haya. Alberto se volvió a casar después de la muerte de Margarita, con otra mujer también llamada Margarita del Ducado de Clèves.
Los únicos hijos legítimos de Alberto fueron los que tuvo con Margarita de Brieg, ya que no tuvo descendencia con Margarita de Clèves, pero mantuvieron una corte conjunta en La Haya.